# Зеленова, Анна Ивановна
Анна Ивановна Зеленова (1913—1980) — советский искусствовед, литературовед, реставратор, директор Павловского дворца-музея (1941—1979). Заслуженный работник культуры РСФСР (1966).

## Биография
Родилась в Санкт-Петербурге в семье заводских рабочих. Училась в 41 ФЗД (фабрично-заводской девятилетке; бывшей Петришуле) с 1921 по 1930 год. В 1931 окончила чертежно-конструкторские курсы, на которых училась с 1929 года, одновременно посещая занятия в школе. В 1931—1933 годы преподавала черчение в Гипроспецмете и заведовала чертежными курсами. В 1933—1934 годах работала библиотекарем в своей родной школе — 41 ФЗД.
В 1933—1938 годах училась на эскурсионно-переводческом отделении ЛГУ и литературного факультета ЛГПИ, получив специальности искусствоведа и литературоведа. Одновременно продолжала практические занятия историей искусств и музееведением, работая экскурсоводом в Эрмитаже.

## Павловский дворец перед войной и в годы блокады
В 1934—1936 годах А. Зеленова продолжала работать экскурсоводом в Эрмитаже, Русском музее и в пригородных дворцах-музеях. Особенный интерес вызывал у неё Павловский музейный комплекс с его уникальным парком. В 1936 году А. Зеленова начала постоянно работать в Павловском дворце-музее в качестве научного сотрудника. Через некоторое время она стала заместителем директора музея по научной части, а с 21 августа 1941 года была назначена директором музея и ответственным лицом за эвакуацию музейных экспонатов.
Незамедлительно взявшись за дело, она организовала эвакуацию и тайное захоронение наиболее ценной части музейных фондов. За день до занятия немецкими войсками города Павловска — 17 сентября 1941 года, она, погрузив последнюю машину с музейными экспонатами, ушла пешком в Ленинград.
В блокадном Ленинграде А. Зеленова продолжала работу по сохранению и систематизации музейных ценностей. В феврале 1942 года она приняла должность начальника Музейного отдела Управления культурно-просветительными предприятиями Ленсовета (УКППЛ). В этот период она организовывала лекции и выставки для жителей блокадного города и для фронтовиков на переднем крае обороны, в госпиталях и на кораблях Балтийского флота.
С июля 1943 она начала работать в Массовом отделе Публичной библиотеки, одновременно занимаясь организацией выставок на оборонные темы в Доме Всевобуча, в клубе НКВД и в самой РНБ. С 1 июля 1944 года она уволилась из РНБ, чтобы занять прежний пост директора Павловского дворца-музея.

## Реставрация Павловского дворца

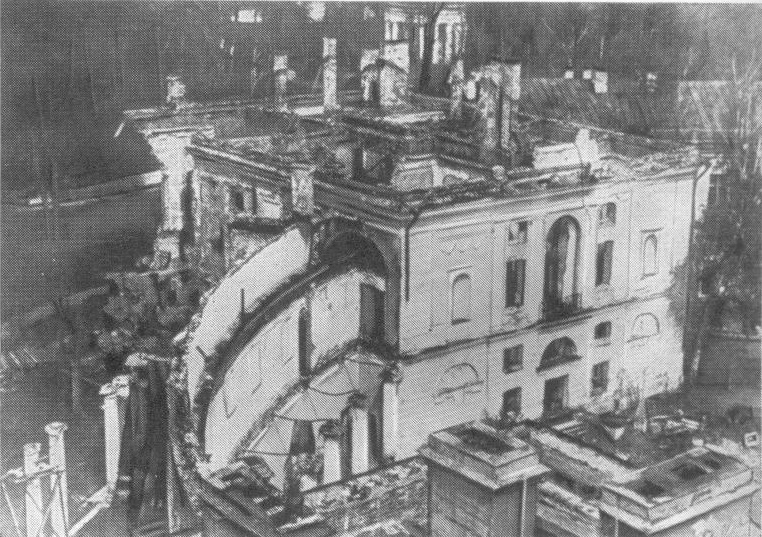
Разрушенный Павловский дворец после освобождения (1944)

Через неделю после освобождения Павловска от немецких войск, 5 февраля 1944 года А. Зеленова вернулась в Павловский дворец, чтобы начать работы по восстановлению музейного комплекса. К этому моменту музей представлял собой груду обугленных развалин.
За 28 месяцев оккупации и боев было разрушено и разграблено всё, что сотрудники музея не смогли вывезти или спрятать. Немецкие войска разрушили все павильоны, взорвали мосты и вырубили более 70 тысяч деревьев в парке. Отступая, они сожгли дворец и заминировали его руины. Казалось, что восстановить дворец будет невозможно.
Однако через несколько дней после вступления А. Зеленовой в должность минеры начали работы по разминированию дворца, а А. Зеленова приступила к составлению методики для его реставрации. Впоследствии этот 3-томный труд был принят за основу при восстановлении всех пригородных дворцов-музеев Ленинграда, пострадавших во время войны.
С весны 1944 года по 1978 год над восстановлением Павловского музейного комплекса работали многочисленные группы реставраторов. Под руководством А. Зеленовой и А. Трескина была проделана гигантская и беспрецедентная работа по восстановлению Павловского дворца и парка.
В Павловске была создана настоящая школа отечественной музейной реставрации. В 1957 году были открыты для посетителей первые залы восстановленного Павловского дворца. В 1978 году Павловск стал первым возрождённым из руин дворцово-музейным комплексом пригородов Ленинграда.
Через несколько месяцев, 20 января 1979 года Анна Ивановна Зеленова была вынуждена уволиться c должности директора музея из-за разногласий с «партийной верхушкой» Ленинграда (в частности с Ю. Ф. Соловьевым, первым секретарем Ленинградского горкома КПСС).
Через год, в январе 1980 года она умерла от инфаркта в возрасте 66 лет и была похоронена на Павловском кладбище.
В 2005 году А. И. Зеленовой было посмертно присвоено звание Почетного гражданина города Павловска.
Упоминается в книге Прощание с иллюзиями:
Она окончила Ленинградский университет по специальности искусствовед за несколько лет до войны и вскоре стала куратором Павловского дворца-музея. Когда же немцы оказались рядом и стало ясно, что не сегодня-завтра они займут Павловск, началась паника. Бежали все. Можно было только гадать, какая судьба ожидала дворец, но Анна Ивановна гадать не стала. Имея в своем распоряжении три грузовика с водителями, она совершила свой бессмертный подвиг: тщательнейшим образом собрала по одному образцу каждого экземпляра того, что хранилось во дворце. По одному креслу из каждого набора, по одному дивану, по одному предмету из десятков великолепных сервизов, по одной вилке, ложке, по одному ножу, по одному образцу всех видов обоев, шелков, по одной паркетине из каждой залы и комнаты – словом, не было пропущено ничего из этого бесконечного количества вещей. Все это занесли в специальный реестр, сфотографировали подробнейшим образом, упаковали и погрузили в машины. Я не знаю, правда ли, что Ной спас животный (и растительный?) мир, погрузив на свой ковчег каждой твари по паре, но то, что Анна Зеленова спасла Павловский дворец – это, как говорится, факт. Она была последним гражданским лицом, покинувшим Павловск, ее грузовики отъехали в сопровождении последнего отступавшего советского танка. И она стала первым гражданским лицом, вернувшимся в Павловск, – вошла туда вместе с первой колонной бравших город советских танков, преследовавших бежавших немцев. Я представляю ее, стоящую в открытой башне головного танка, с торчащей изо рта папиросой, с опущенной, как у рвущегося на противника быка, головой, с натянутым на левое ухо беретом, – картина для меня не менее вдохновенная, чем знаменитая «Марианна» («Свобода на баррикадах») Делакруа.
Глядя сквозь меня полными страдания глазами, она рассказала мне, что сотворили фашисты с ее любимым Павловским дворцом.
– Они срубили весь дворцовый парк, все дубы, клены, березы, посаженные двести лет назад. Они мочились и испражнялись в залах и покоях дворца, они испещрили стены матерными словами и гадкими рисунками. Они разрубили бесценные предметы мебели для того, чтобы топить печки. Они уничтожили все, что могли, – полы, стены, зеркала. Эти представители «высшей арийской расы» повели себя хуже гуннов.
Возможно вы, уважаемый читатель, бывали в Павловске или еще побываете. Красота дворца поражает, в голову не придет мысль, что в 1944 году здесь были руины. Если бы не Анна Ивановна Зеленова, реставрация дворца оказалась бы невозможной. Здание восстановили бы, наполнили бы предметами того времени, но отреставрировать, вернуть в то состояние, в каком он некогда был, с учетом всех мельчайших деталей – нет, этого не сделали бы, не имея под рукой образцов всех оригиналов, тех самых образцов, которые собрала и увезла эта уникальная женщина. Я преклоняюсь перед теми художниками, которые годами совершали эту кропотливую работу – работу, говорящую о патриотизме в самом возвышенном и прекрасном смысле этого столь часто извращенного понятия. Я восхищаюсь жителями Павловска, да и всей страны, посылавшими скудные свои деньги на восстановление, тратившими силы и время на уборку разрушенного парка, на посадку деревьев. Сегодня Павловский ансамбль – это краса и гордость страны, не просто исторический объект, а памятник целому народу. Но прежде всего это памятник Анне Зеленовой. Я не верю в загробную жизнь, но хочу думать, что где-то витает ее дух с дымящимся вонючим «беломором» во рту, со съехавшим к левому уху, словно нимб подвыпившего святого, беретом лавандового цвета; он витает и смотрит глазами, полными восторга и удивления, на свой рукотворный памятник.Познер, Владимир Владимирович

## Произведения

Памятник Анне Ивановне Зеленовой в Павловске

- «Павловский дворец-музей и парк в г. Слуцке», Л., 1939 (в соавт. с С. В. Трончинским и Ф. Н. Выходцевым);
- «Павловский парк: Справочник-путеводитель», Л., 1954;
- «Павловск: Виды парка», М., 1956;
- «Снаряды рвутся в Павловске: Из восп. // Подвиг века: Художники, скульпторы, архитекторы, искусствоведы в годы Великой Отечественной войны и блокады Ленинграда», Л., 1969;
- «Дворец в Павловске», Л., 1978 (2 е изд., испр. и доп. 1986);
- «Павловский дворец. История и судьбы. Статьи. Воспоминания. Письма», Арт-Палас, Санкт-Петербург, 2006.

## Награды
- Орден Октябрьской Революции
- Медаль «За трудовое отличие» (21 июня 1957) — в ознаменование 250-летия города Ленинграда и отмечая заслуги трудящихся города в развитии промышленности, науки и культуры[5]
- Медаль «За оборону Ленинграда»
- Медаль «За доблестный труд в Великой Отечественной войне 1941—1945 гг.»
- Заслуженный работник культуры РСФСР (1966)

## Память
В 1997 году улицу Урицкого в Павловске переименовали в улицу Анны Зеленовой.
Многие годы жители Павловска собирали подписи, чтобы поставить в Павловске памятник Анне Зеленовой. В 2014 году был разработан эскизный проект. Открытие памятника состоялось 18 мая 2022 года. Его разместили на Садовой улице, в сквере, которому в 2023 году присвоено имя Анны Зеленовой, — рядом с Чугунными воротами, напротив одной из входных зон в Павловский парк. Модель памятника была выполнена скульптором Владимиром Горевым, а после его смерти в 2019 году работу завершили его ученики.

## Архивы
- Архив РНБ. Ф. 10/1
- Объединённый межведомствственный архив культуры, Ф. 4, оп. 2, д. 1172
- Личный архив В. А. Беланиной